# Ирина Левитина
Ирина Соломоновна Левитина е по-рано съветска и понастоящем американска шахматистка и бриджорка.
Тя е гросмайсторка по шахмат сред жените (1976), заслужил майстор на спорта на СССР (1986) и гросмайторка по бридж сред жените. Била е претендентка за титлата световна шампионка по шахмат за жени и 5-кратна световна шампионка по бридж. По професия е преподавателка.

## Спортна кариера

### Шахмат
През 1973 г. поделя 2-5 място на междузоналния турнир в Менорка, Испания. На следващата година побеждава Валентина Козловска с 6,5:5,5 в полуфинален мач в Кисловодск. През 1975 г. губи от Нана Александрия с 8:9 т. във финален мач в Москва за определяне на претендентката за световната титла. През 1977 г. губи от Алла Кушнир с 3:6 т. в четвъртфинален мач в Дортмунд.
През 1982 г. заема 2-ро място на междузоналния турнир в Тбилиси. През 1983 г. побеждава Нона Гаприндашвили с 6:4 т. в четвъртфинален мач в Лвов и Александрия със 7,5:6,5 на полуфинал в Дубна. През 1984 г. побеждава Лидия Семьонова на финала в Сочи и става претендентка за световната титла при жените. Левитина губи мача си срещу Мая Чибурданидзе с 5:8 т. във Волгоград през 1984 г.
След като емигрира в САЩ, става шампионка на новата си родина през 1991, 1992 и 1993 г. От години не е активна шахматистка.
Носителка е на званията международен майстор за жени от 1972 и международен гросмайстор за жени от 1976 г.

### Бридж
Левитина печели през 1986 г. ежегодната швейцарска награда Alpwater за най-добра бриджорка.
Понастоящем постоянно играе бридж. Завоювала е 5 пъти шампионската титла сред жените и многократно печели първенството на САЩ. Към април 2011 г. заема 3-то място сред гросмайсторките по бридж в Световната федерация по бридж.